# Supermarine Scimitar
Supermarine Scimitar là một loại máy bay tiêm kích hải quân của Anh, nó được trang bị cho Không quân Hải quân Hoàng gia Anh. Nó phục vụ cho Hải quân Hoàng gia từ năm 1958 tới năm 1969.

## Thiết kế và phát triển
Scimitar xuất phát từ một số thiết kế máy bay phản lực hải quân của Supermarine, ban đầu là yêu cầu về một loại máy bay tiêm kích không có bánh đáp có thể hạ cánh trên sàn tàu cao su mềm, nó sẽ cho phép máy bay tiêm kích nhẹ hơn và có cấu trúc đơn giản hơn. Thiết kế của Supermarine nhằm đáp ứng yêu cầu đó có là loại Type 505. Nó có cánh thẳng, nhỏ và có đuôi chữ V cách xa họng xả của động cơ, lắp 2 động cơ tuabin Rolls-Royce Avon. Năm 1948, hải quân có yêu cầu thứ hai về loại tiêm kích không có bánh đáp, Supermarine đã làm lại thiết kế của mình có bánh đáp và có tên gọi là Type 508. Vickers-Supermarine Type 508 là kiểu sơ khai của Scimitar, có cùng cách bố trí thiết bị như Type 505, nó có thiết kế cánh mới. Một đơn đặt hàng sản xuất 3 chiếc Type 508 đã được ký vào tháng 11/1947 theo Chỉ tiêu kỹ thuật N.9/47.
Type 508 bay lần đầu từ sân bay Boscombe Down vào ngày 31/8/1951, các thử nghiệm trên tàu sân bay HMS Eagle diễn ra vào tháng 5/1952. Chiếc máy bay thứ hai có sự khác biệt đáng kể, nó được trang bị pháo, và được định danh là Type 529, bay lần đầu ngày 29/8/1952. Một thay đổi đặc biệt là đuôi lớn hơn để có thể đặt radar cảnh báo ở đuôi. Tốc độ tối đa của loại cánh thẳng Type 508 và 529 tương đối khiêm tốn, Type 529 đạt 607 mph (977 km/h), và do đó người ta quyết định thiết kế lại mẫu thử thứ ba, nó sẽ có cánh xuôi sau để tăng hiệu năng. Mẫu thử thứ ba có tên gọi Type 525 bay lần đầu ngày 27/4/1954. Sau đó Typre 525 bị rơi nhưng thiết kế cơ bản đã chứng minh máy bay có thể tăng được hiệu năng, nên Type 544 được chế tạo theo yêu cầu của chỉ tiêu kỹ thuật N113. 100 chiếc đã được hải quân đặt chế tạo, dù họ đã thay đổi chỉ tiêu thành loại máy bay tấn công độ cao thấp có khả năng mang vũ khí hạt nhân hơn là một máy bay tiêm kích chuyên nhiệm.
Type 544 được dùng làm mẫu thử cho mẫu tiền sản xuất, nó bay ngày 19/1/1956. Kể từ chiếc Type 544 thiết kế đã phát triển nhiều hơn kết hợp các thay đổi khí động học khác nhau và khung thân mạnh hơn. Sau đó Type 544 được coi là "tiêu chuẩn sản xuất". Chiếc Scimitar thành phẩm đầu tiên bay ngày 11/1/1957.

## Lịch sử hoạt động

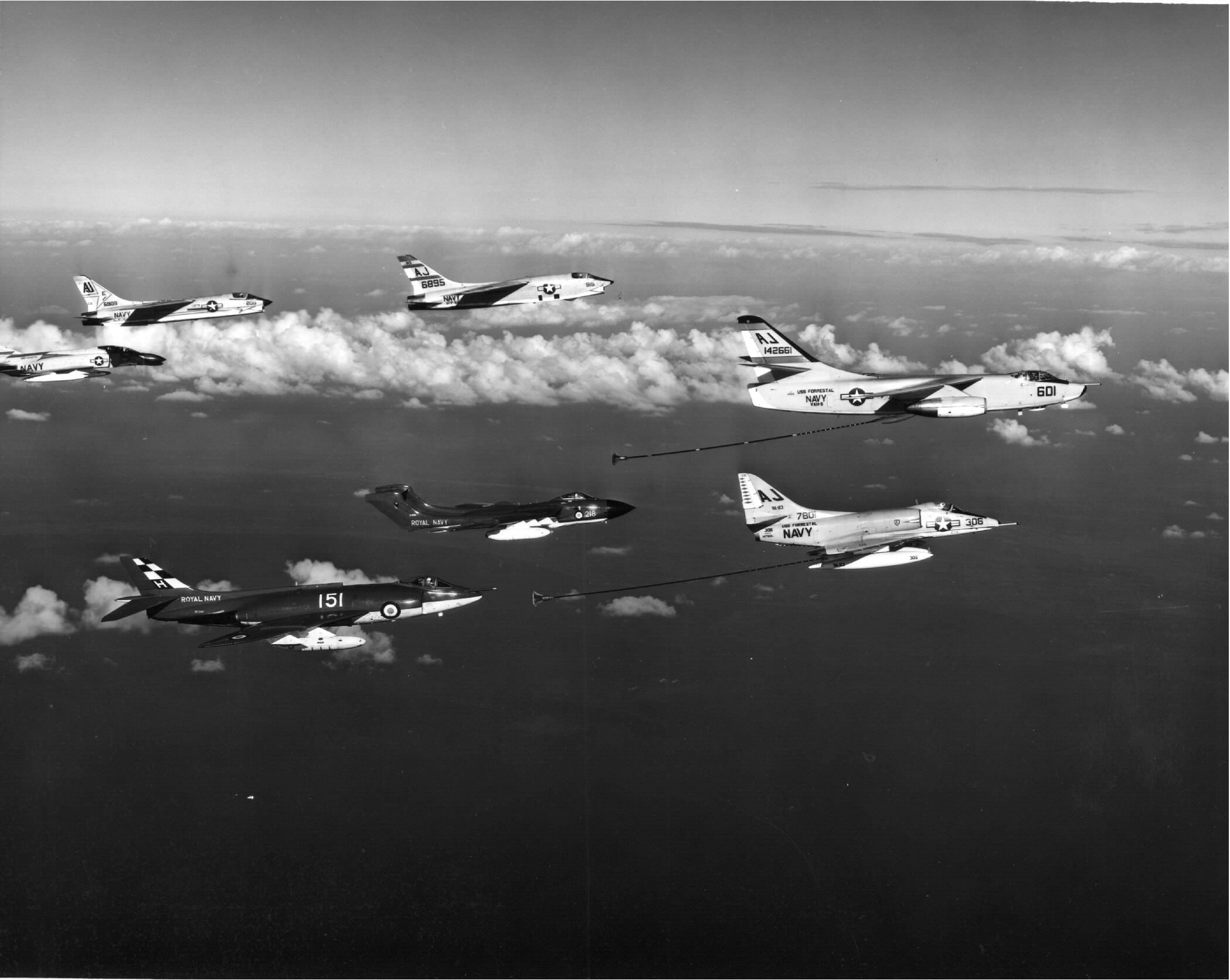
Một chiếc Scimitar thuộc Phi đoàn không quân hải quân 803 xuất phát từ tàu HMS Hermes bay cùng với máy bay của Hải quân Hoa Kỳ trên bầu trời Địa Trung Hải.

Vào thời điểm Scimitar được giới thiệu, hải quân hoàng gia chỉ có vài tàu sân bay lớn, hầu hết là tàu sân bay cỡ nhỏ và vừa trong khi Scimitar là một máy bay tương đối khỏe và lớn. Tai nạn hạ cánh thường xảy ra, một vụ tai nạn như vậy đã làm thiệt mạng John Russell, sĩ quan chỉ huy của Phi đoàn không quân hải quân 803, đơn vị đầu tiên sử dụng Scimitar. Máy bay của Russell sau khi hạ cánh trên tàu HMS Victorious, một dây hãm bị đứt, và máy bay rơi xuống biển. Bất chấp các nỗ lực cứu hộ, chiếc Scimitar cùng Russell bị chìm và Russell đã chết đuối. Nói chung Scimitar có tỉ lệ tổn thất cao; 39 chiếc bị mất trong một số vụ tai nạn, lên tới 51% tổng số Scimitar được chế tạo.
Mặc dù Scimitar có thể được trang bị như máy bay tiêm kích nhưng nhiệm vụ đánh chặn lại do de Havilland Sea Vixen đảm nhận, nhiệm vụ cường kích do Blackburn Buccaneer thực hiện. Nên Scimitar được giữ lại làm nhiệm vụ máy bay tiếp dầu cho Buccaneer.

## Biến thể

### Tiền nhiệm
Type 508 (Kiểu 508)
Máy bay nghiên cứu cánh thẳng.
Type 529 (Kiểu 529)
Máy bay nghiên cứu cánh thẳng.
Type 525 (Kiểu 525)
Máy bay nghiên cứu cánh xuôi sau.

### Mẫu thử
Type 544
Mẫu thử cho Scimitar F.1, 3 chiếc do Phòng thử nghiệm của Vickers-Armstrong chế tạo tại Hursley Park

### Mẫu sản xuất
Scimitar F.1
Máy bya tiêm kích đa năng một chỗ, 76 chiếc do Vickers-Armstrong chế tạo tại South Marston. Ban đầu đặt mua 100 chiếc sau đó giảm xuống còn 76 chiếc.

## Quốc gia sử dụng
Anh Quốc
- Không quân Hải quân Hoàng gia Anh
  - Phi đoàn không quân hải quân 700X
  - Phi đoàn không quân hải quân 736
  - Phi đoàn không quân hải quân 800
  - Phi đoàn không quân hải quân 803
  - Phi đoàn không quân hải quân 804
  - Phi đoàn không quân hải quân 807
  - Fleet Requirements Unit

## Nhưng chiếc còn sót lại
- Scimitar F1 XD220 tại Bảo tàng Hải-Lục-Không quân Gan dạ, New York, Hoa Kỳ. (mượn từ bảo tàng của không quân hải quân Anh)XD220 ở Bảo tàng Hải-Lục-Không quân Gan dạ

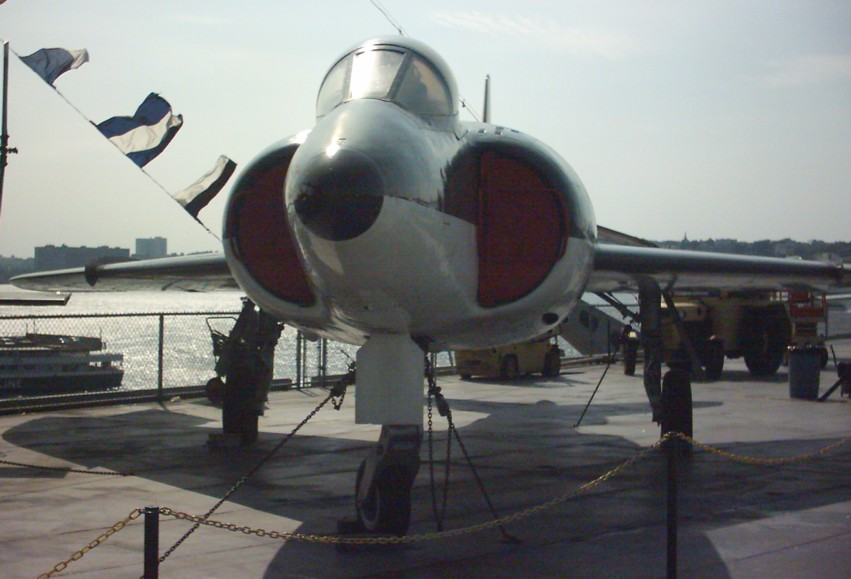
XD220 ở Bảo tàng Hải-Lục-Không quân Gan dạ

- Scimitar F1 XD317 tại Bảo tàng Không quân hải quân hoàng gia, Yeovilton, Anh.
- Scimitar F1 XD332 tại Bảo tàng Solent Sky, Southampton, Anh.

## Tính năng kỹ chiến thuật (Scimitar F.1)
Dữ liệu lấy từ "Supermarine Aircraft since 1914"

### Đặc điểm riêng
- Tổ lái: 1
- Chiều dài: 55 ft 3 in (16,84 m)
- Sải cánh: 37 ft 2 in (11,33 m)
- Chiều cao: 17 ft 4 in (5,28 m)
- Diện tích cánh: 485 ft² (45,06 m²)
- Trọng lượng rỗng: 23.962 lb (10.869 kg)
- Trọng lượng có tải: 34.200 lb (15.513 kg)
- Động cơ: 2 động cơ tuabin Rolls-Royce Avon 202, lực đẩy 11.250 lbf (50,1 kN)[13] mỗi chiếc

### Hiệu suất bay
- Vận tốc cực đại: 640 kn (736 mph, 1.185 km/h)
- Tầm bay: 1.237 nmi (1.422 mi, 2.289 km)
- Trần bay: 46.000 ft (14.000 m)

### Vũ khí
- 4 pháo ADEN 30 mm
- 4 quả bom 1.000 lb (454 kg)
- 4 tên lửa AGM-12 Bullpup hoặc AIM-9 Sidewinder
- 16 đạn phản lực